# Chemin du Roy
Ne doit pas être confondu avec Route de la Nouvelle-France.
Le chemin du Roy est la première route construite en Nouvelle-France. À l'époque, elle relie les seigneuries et les bourgs au nord du fleuve Saint-Laurent, entre Montréal et La Côte-de-Beaupré.

## Situation et accès
Elle est la plus longue route construite en Amérique du Nord sur une si grande distance et ce, dès le début de sa construction dans les années 1660, jusqu'à plus de cent ans après le début de sa construction. Le premier tronçon est ouvert dans les années 1660 et relie Cap Tourmente sur la Côte-de-Beaupré à Cap-Rouge (à l'ouest de Québec ; en passant par le Vieux-Québec).
En 1999, son itinéraire est officiellement signalisé et devient l'une des principales routes touristiques du Québec. Elle traverse les régions touristiques de la Capitale-Nationale, de Mauricie et de Lanaudière. Elle longe la rive nord du fleuve Saint-Laurent, entre Montréal et Québec, en passant par Trois-Rivières. Elle s'étend en grande partie sur le tracé de l'ancienne route historique qui correspond aujourd'hui peu ou prou à l’actuelle route 138. Cette route touristique est balisée par des panneaux d’accueil, des panneaux de signalisation (bleus) et des panneaux d’interprétation.

## Historique

### Origines
Le Chemin du Roy fut la première route carrossable construite pour relier les villes de Québec, Trois-Rivières et Montréal, en Nouvelle-France. Le premier tronçon reliant Cap Tourmente ( à l'Est de Sainte-Anne-de-Beaupré ) à Cap-Rouge à l'ouest de Québec est ouvert dans les années 1660. En 1706, le Conseil souverain de la Nouvelle-France prend la décision de construire une route qui longe le fleuve Saint-Laurent, là où se trouvent les habitations. Grâce à ses « corvées du Roy », le grand voyer Eustache Lanouiller de Boisclerc peut entreprendre les travaux en 1731. Au terme du chantier, en 1737, le Chemin du Roy fait 7,4 mètres de largeur et s’étire sur 280 kilomètres, à travers 37 seigneuries, où vivaient la majorité des habitants de la Nouvelle-France, de Cap Tourmente au Vieux-Montréal en passant par le Vieux-Québec.
Dans les années 1730, le Chemin du Roy est la plus longue route aménagée au nord du Rio Grande. L'équivalent aux États-Unis sera la « route nationale » de Cumberland (Maryland) à Wheeling (Ohio) qui est projetée par le gouvernement fédéral seulement en 1806, cent ans après le projet, en Nouvelle-France, de construction du Chemin du Roy.
À cheval, le trajet Montréal-Québec durait de quatre à six jours, selon les conditions. Jusqu'à 29 relais offraient un repos aux voyageurs.

### Route touristique

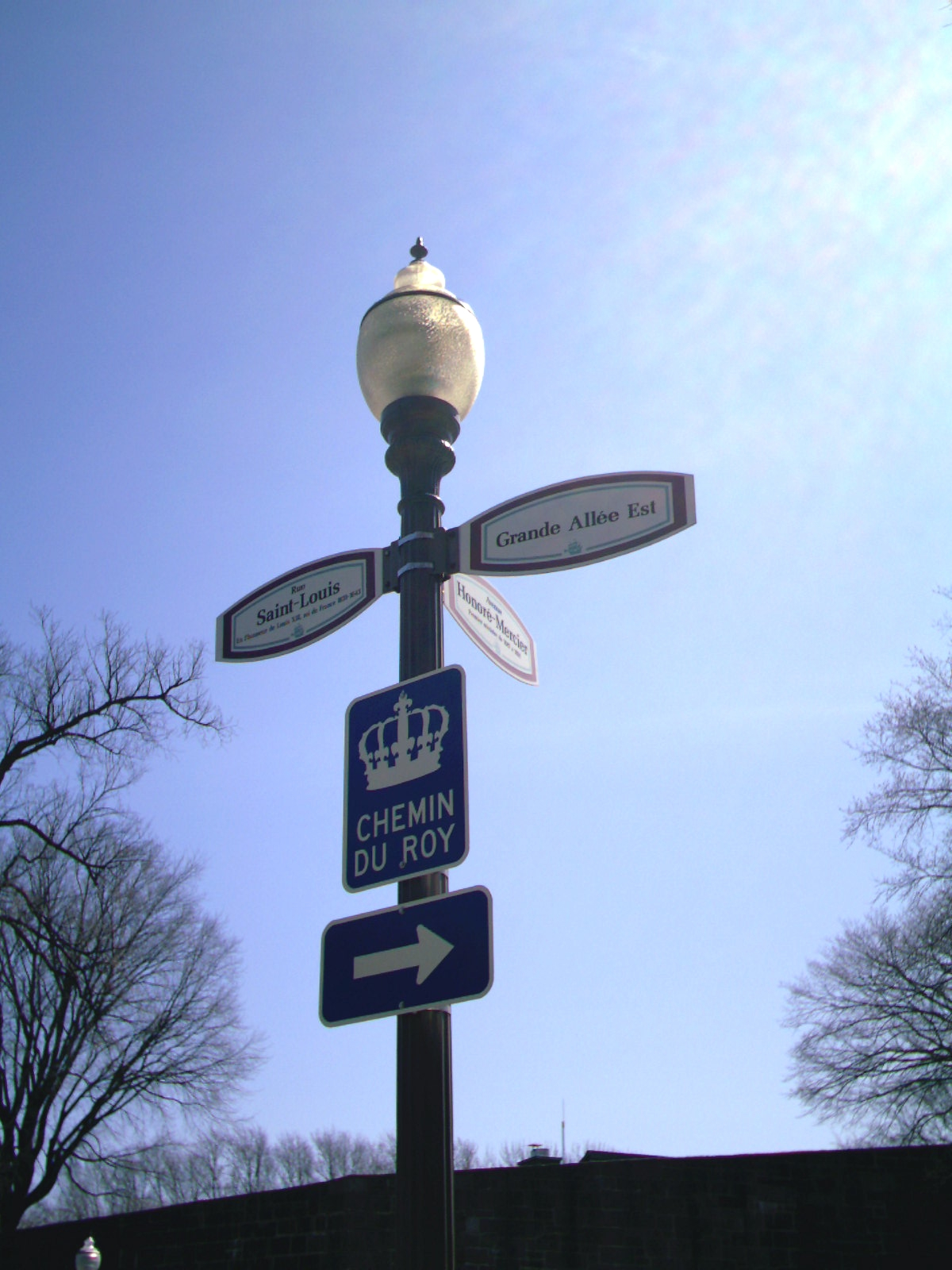
Signalisation à Québec.

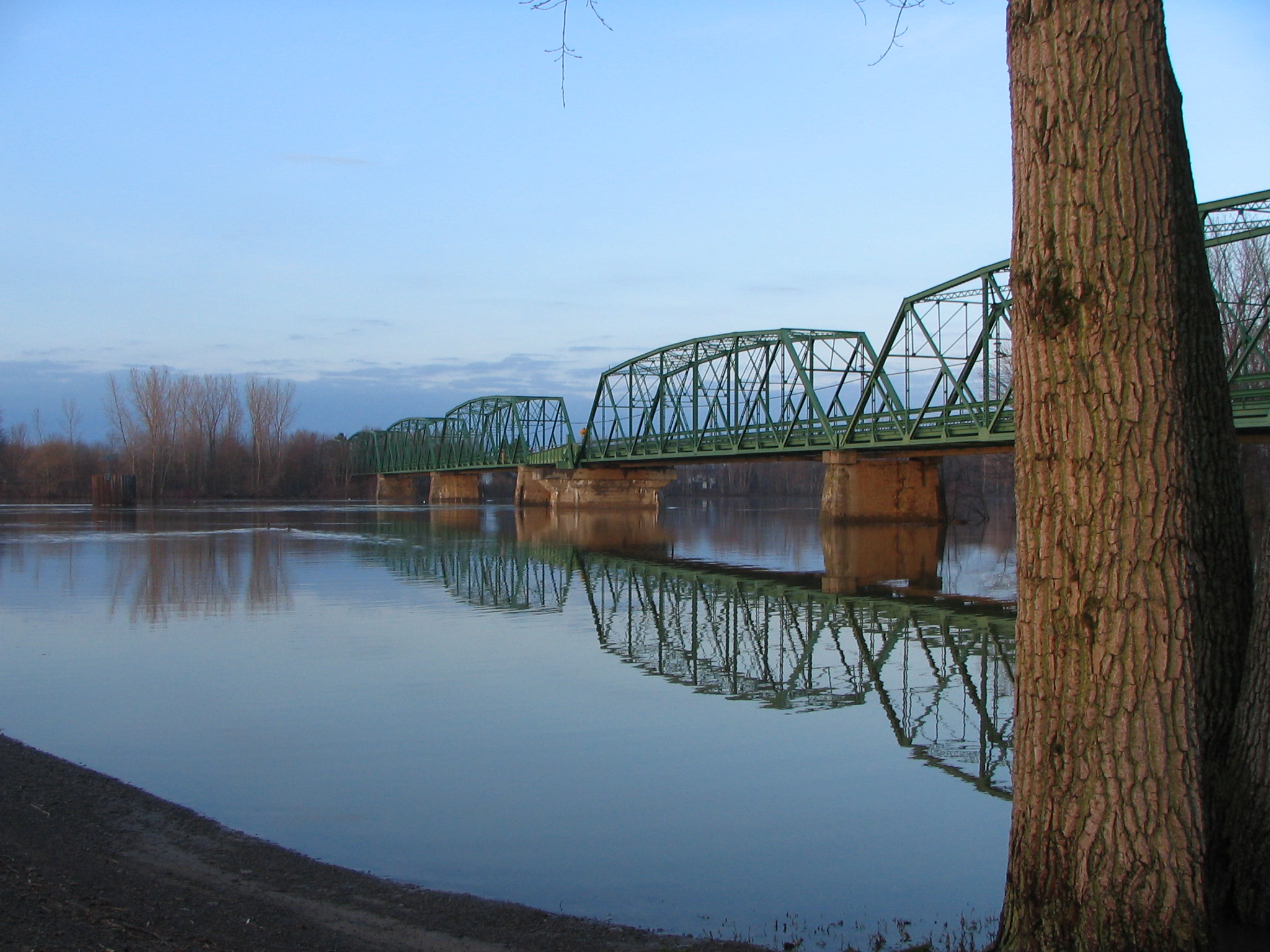
Batiscan, le chemin emprunte le vieux pont de fer.

La route touristique du Chemin du Roy existe officiellement depuis 1999. Cette année-là, Tourisme Québec mettait en œuvre son nouveau programme gouvernemental de signalisation des routes et des circuits touristiques dont l'objectif principal est d'améliorer l’expérience touristique des visiteurs par la mise en valeur des paysages, attraits et activités situés le long de la route. La signalisation de la route du Chemin du Roy avait fait l'objet d'un projet pilote de 1996 à 1999 dans le secteur de Portneuf. Depuis 1999, l'itinéraire définitif est signalisé sur toute sa longueur, au travers des trois régions touristiques. Le Chemin du Roy est sous la supervision du Comité de développement et de promotion du Chemin du Roy, composé de représentant des trois associations touristiques régionales (Québec, Mauricie et Lanaudière). En 2013, cette route touristique était dotée d'une nouvelle image et de nouveaux outils promotionnels, comportant un logo retouché, un nouveau concept visuel, un nouveau slogan Temps d’arrêt, tant d’attraits, un site Web mobile et un nouvel outil d’accompagnement (carto-guide).

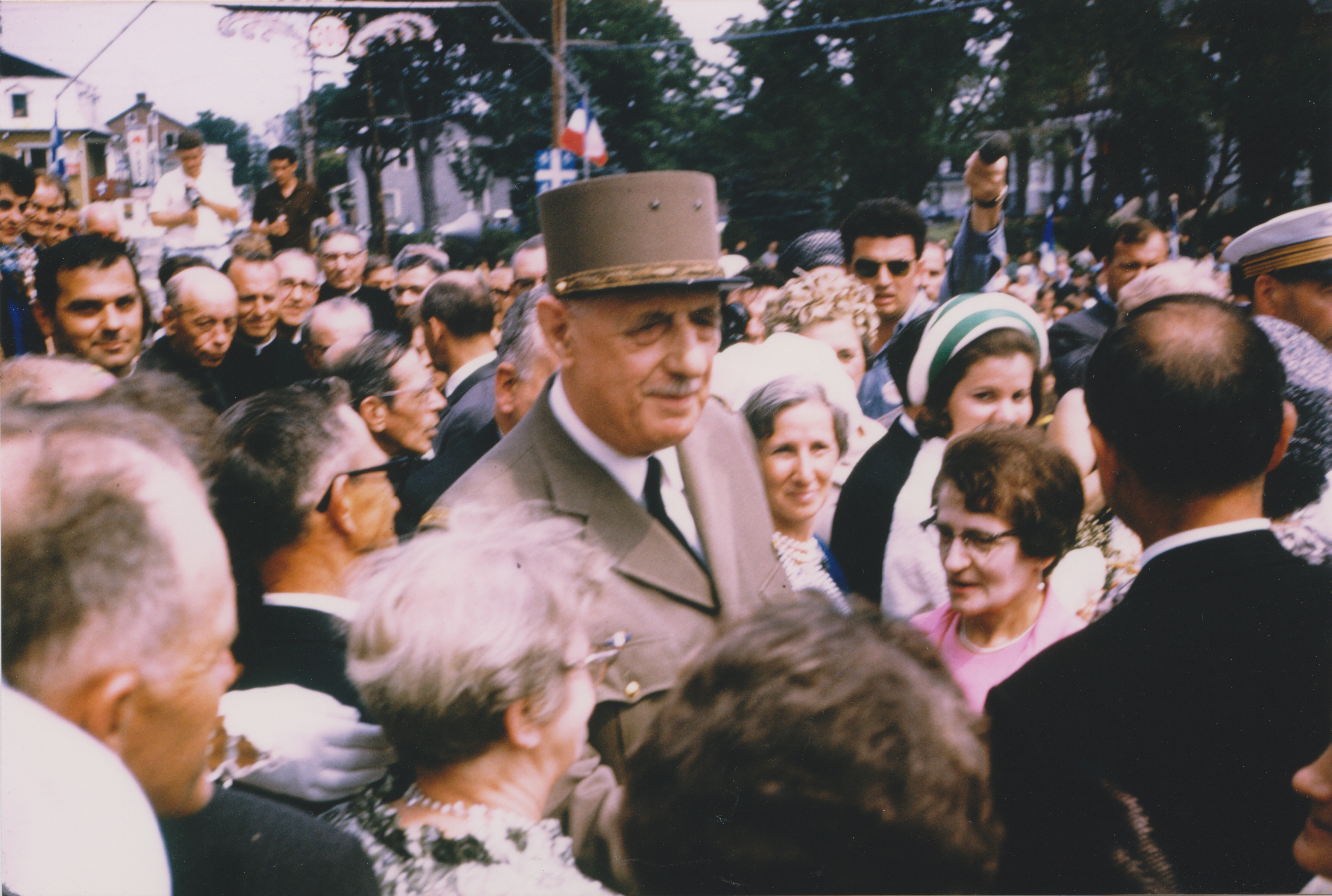
Charles de Gaulle à Sainte-Anne-de-la-Pérade le 26 juillet 1967

Cette route touristique était désignée comme telle avant 1996. En 1967, elle portait déjà ce nom lors de la visite officielle au Québec de Charles de Gaulle, président de la République française. Dans un discours du 23 novembre 1967, il dit : « De Québec jusqu'à Montréal sur les 250 kilomètres de la route longeant le Saint-Laurent et que les Français canadiens appellent « le Chemin du Roy » parce que jadis pendant des générations leurs pères avaient espéré qu'un jour un chef de l'État français viendrait à la parcourir, des millions d'hommes, de femmes, d'enfants, s'étaient rassemblés pour crier passionnément « Vive la France » et ces millions arboraient des centaines et des centaines de milliers de drapeaux tricolores et de drapeaux du Québec à l'exclusion presque totale de tout autre emblème ».
Jean-Pierre Ferland enregistra la chanson Le Chemin du Roy en octobre 1967 : « Les hommes ont mis leur cravate / Ma mère a mis son chapeau / Le Chemin du Roy s'exalte / Même les poteaux sont beaux / [...] plus le chemin s'achève / Et moins il ne finit / Moi qui n'ai jamais eu l'âme / D'un soldat de régiment / Un jour à la Place d'armes / J'ai crié comme un sergent / Mon Général... / Il n'est plus du roy / Le Chemin du Roy ».